# アニオンギャップ
アニオンギャップとは医学、生理学で用いられる指標のひとつであり、体内における有機酸の寄与をあらわす指標である。正常値は12±2 (mEq/l)である。英語では「Anion gap」と書かれるので、頭文字を取ってAGと略す場合がある。類似概念として尿中アニオンギャップがあるが本記事の説明とは異なることに注意。

## 概念
ヒトの身体は、基本的に個体全体として見ると電気的に中性である。即ち、陽イオンの価数だけ陰イオンが存在する。陽イオンは主にナトリウムイオンであり陰イオンはクロールイオン、重炭酸イオン、有機酸である。よってアニオンギャップを以下のように定義すると大雑把に有機酸がどれ位あるのかを把握することができる。
アニオンギャップ＝ナトリウムイオン－（クロールイオン＋重炭酸イオン）

## 使い方
より詳細な説明は血液ガス分析やアシドーシスとアルカローシスを参照のこと。
基本的に代謝性アシドーシスの時に計算する項目である。代謝性アシドーシスは以下のような病態で発生する。
体内で重炭酸イオンが低下する場合は代償的にクロールイオンが上昇しアニオンギャップは不変となる代謝性アシドーシスとなる。
体内で無機酸やケト酸の上昇、これは産出の増加または排出の低下による、があればアニオンギャップは上昇する代謝性アシドーシスとなる。

## アニオンギャップが増加する代謝性アシドーシス
- 腎不全
- 糖尿病性ケトアシドーシス
- 乳酸アシドーシス

以上が非常に有名である。救急の現場ではKUSSMAL及び、MUDPILESと覚えられる。これは糖尿病性ケトアシドーシス、尿毒症、サリチル酸中毒、敗血症、メタノール、アルコール中毒、アスピリン中毒、乳酸アシドーシスである。

## 高クロール性代謝性アシドーシス
アニオンギャップが増加しない代謝性アシドーシスである。頻度としてはこちらの方が明らかに多い。
腸管からの重炭酸イオンの喪失
下痢や麻痺性イレウス
腎からの重炭酸イオンの喪失
尿細管性アシドーシス、呼吸性アルカローシスの代償、甲状腺機能亢進症
酸の負荷
アミノ酸輸液